# 法拉诺瓦雷塞
法拉诺瓦雷塞（義大利語：Fara Novarese），是意大利诺瓦拉省的一个市镇。总面积9平方公里，人口2083人，人口密度231.4人/平方公里（2009年）。ISTAT代码为003065。